# Oosterlandse Molen
De Oosterlandse molen is de aanduiding van de naamloze korenmolen in Oosterland in de Nederlandse provincie Zeeland.
De molen is oorspronkelijk in 1752 gebouwd ter vervanging van een standerdmolen. De bouw was op verzoek van Susanna Maria Loncque, ambachtsvrouwe van Oosterland. Hierna is de molen altijd in het bezit geweest van notabele families en is thans eigendom van de Stichting der Heerlijkheden Oosterland, Sirjansland en Oosterstein. De laatste restauratie vond plaats tussen 2002 en 2004. De molen werd af en toe door een vrijwillig molenaar in bedrijf gesteld.
De grondzeiler heeft roeden met een lengte van 22,40 meter die zijn voorzien van het Systeem van Bussel met zeilen. De molen heeft twee koppels maalstenen.
Na het overlijden van de molenaar begin december 2013 staat de molen thans stil.
Sinds augustus 2015 is er een nieuwe molenaarske.
In 2016 is de éérste fase van het herstellen van de molen gestart, deze is aangetast door de bonte knaagkever.
In 2017 wordt de tweede fase gestart. zodat de molen weer kan functioneren.